# モンゴメリー・ビスケッツ
モンゴメリー・ビスケッツ（Montgomery Biscuits）は、MiLB、AA（ダブルA）サザンリーグ南地区所属の野球チーム。本拠地はアラバマ州モンゴメリーにあるモンゴメリー・リバーウォーク・スタジアム。1999年よりMLBのタンパベイ・レイズ傘下のチームとして活動している。

## 概要
1973年、フロリダ州オーランドにミネソタ・ツインズ傘下のオーランド・ツインズ（Orlando Twins）として創設し、サザンリーグに加盟。
1990年、チーム名をオーランド・サンレイズ（Orlando Sun Rays）に改称。
1993年、シカゴ・カブス傘下となり、チーム名をオーランド・カブス（Orlando Cubs）に改称。
1997年、チーム名をオーランド・レイズ（Orlando Rays）に改称。
1998年、シアトル・マリナーズ傘下となるが、1年限りで関係を解消した。
1999年、タンパベイ・デビルレイズ（現：タンパベイ・レイズ）の傘下となる。
2004年、本拠地をアラバマ州モンゴメリーに移転し、チーム名をモンゴメリー・ビスケッツ（Montgomery Biscuits）に改称。
2021年、マイナーリーグの組織再編に伴い、新規に創設されたダブルAサウス（南地区）に加盟することになった。